# Catinella (Pilzgattung)
Catinella ist die einzige Gattung der einzigen Familie Catinellaceae der Schlauchpilze, die alleine die Ordnung Catinellales bilden.

## Merkmale
Catinella-Arten bilden innerhalb der Dothideomycetes eine Ausnahme, da sie polster- bis scheibenförmige Apothecien bilden. Bei Reife wird die Fruchtschicht gallertartig und die Sporen werden in einer schleimigen Masse freigesetzt. Das Excipulum besteht aus Zellen einer Textura subangularis (ein Parenchym-ähnliches Gewebe) bis Textura globulosa (ein Gewebe aus kugeligen Elementen mit Zwischenräumen). Die Paraphysen sind am Scheitel geschwollen. Die Schläuche sind unitunicat und unseptiert.

## Lebensweise
Catinella-Arten leben saprob auf Baumstämmen. Man vermutet, dass das Freisetzen der Sporen in einer schleimigen Masse der Verbreitung durch Arthropoden dient.

## Systematik und Taxonomie
Die Gattung Catinella wurde 1907 von Émile Boudier beschrieben. Lange Zeit war die taxonomische Position unsicher und wurde zum Teil zur Familie Dermateaceae innerhalb der Helotiales gestellt. 2017 beschrieben Anusha Hasini Ekanayaka, Kevin David Hyde & Hiran Ariyawansa die monotypische Ordnung Catinellales  mit der einzigen Familie Catinellaceae und deren einziger Gattung Catinella. Sie bilden eine Ordnung mit unsicherer Stellung innerhalb der Dothideomycetes.
Zurzeit (Stand Mai 2018) zählen folgende Arten zur Gattung:
- Catinella disseminata
- Catinella melanochlora
- Catinella nigro-olivacea
- Catinella olivacea